# Wagneria albifrons
Wagneria albifrons là một loài ruồi trong họ Tachinidae.